# Zacharie de Besançon
Zacharias Chrysopolitanus ou Zacharie de Besançon, était un spécialiste de la Bible de l'Ordre des Prémontrés, né à Besançon (également nommée au Moyen-Âge Chrysopolis, la Cité d'or, en grec) à une date inconnue, et décédé en 1155. Il dirigea l'école de la cathédrale Saint-Jean de Besançon avant de rejoindre l'ordre des Prémontrés à l'abbaye Saint-Martin de Laon, où il se consacra à l'écriture. Entre 1140 et 1145, il publia sous le titre Super Unum ex Quattuor,  un florilège en forme de chaîne, composé de sentences quasi littérales extraites d'auteurs patristiques et ecclésiastiques qui est un commentaire de la Concordia evangelistarum dérivé du Diatessaron. Le plan de l'ouvrage correspond à une répartition synthétique du texte des évangiles, fondu en un seul livre et organisé en quatre parties qui correspondent chacune à une partie du récit évangélique global. Chacune des quatre parties ne correspond donc pas à un évangile en particulier. L'auteur précise notamment le sens des termes grecs, hébreux et de quelques termes latins. Cet ouvrage important, qui analyse de nombreux dogmes religieux, fut largement diffusé au Moyen-Âge. 